# 冠嶺神社
冠嶺神社（さかみねじんじゃ）は、福島県南相馬市にある神社である。
陸奥国延喜式式内社百座のうち行方郡にある八座の一座である。鹿島区上栃窪と原町区信田沢に鎮座する二社が主な論社とされている。

## 冠嶺神社（南相馬市鹿島区上栃窪）

### 祭神
- 境内の由緒書によれば、少彦名命と天津彦火々出見命を祀る。
  - 式内社顕正会によれば、現在の祭神は天津彦火邇邇芸命・天津彦火々出見命を祀るという。
  - 「奥相志」によれば、天津彦火邇邇芸命・天津彦火々出見命・八龍大明神の三座を祀るという。
- 天津彦火邇邇芸命・天津彦火々出見命の御神体はどちらも「騎馬の尊像」であるとされる。

### 由緒
由緒によれば、景行天皇の時代に日本武尊が東夷征伐の勅命を受けて奥州にやってきた。その時、地主神である猿田彦命より霊示があり、皇御孫尊（天津彦火邇邇芸命）を勧請して17日間祭祀を行った。陣を引いた山は四方を川に囲まれており、日本武尊は地の利を生かして夷賊を倒して無事平定を進めることができたという。
地主神である猿田彦命は道祖神であり、道陸神とも呼ばれていた。冠嶺神社が勧請された山は、道陸神の霊験があった山のため「道陸神山（現在の堂六神山）」と名付けられたという。道陸神山の南麓に天の真名井の水をもって「真野の池」という水場を設け冠嶺神の御手洗とした。真野川の名前はこの「真野の池」にちなむと伝わる。また、真野川の上流には「立石」という奇石があり、猿田彦命が降臨し鎮座した場所だと伝わる。
冷泉天皇の時代である永承年間には鳳輦を持って天下泰平を祈る儀式が行われるなどしたが、その後康平年間に至る13年の間に前九年の役など戦乱が起きたため、神領社地は没収・荒廃し小祠が建つのみとなった。後堀河天皇の御代、氏子の志願によって社殿を里に立て、寛喜2年（1230年）4月8日に道陸神山から現在の鎮座地へ御神体を遷座した。その後、氏子の要望により苕野神社（浪江町の苕野神社の分霊社である飯舘村の綿津見神社）から「八龍大明神」と呼ばれる闇淤加美神を相殿神として合祀した。そのため社号を八龍神祠とし、郡民から「八龍大明神」と呼ばれるようになったという。それ以降、三柱の祭神を奉斎するようになり、浜下りの神事も行われるようになったという。
記述によると、浜下りの神事は7月7日に神輿を出御し、夜に角川原地区の熊木明神社に安置。明朝に現在の南海老地区の浜に降りて、天下泰平・武運長久・五穀豊穣・万民安全などを祈願し、祭典が終わると還幸したという。
現在の祭神のうちの一柱である少彦名命は、文政2年（1819年）の郡内式内社調査により八龍神祠が冠嶺神社の論社とされ、文政8年（1825年）に冠嶺神社へ改称した後に原町区信田沢の冠嶺神社から合祀されたと思われる。

### 境内
- 社殿（拝殿・幣殿・本殿）
- その他に石祠や境内社が境内に鎮座している。
- 境内の鎮守の森は「冠嶺神社の樹林一括」として南相馬市の天然記念物に指定されている[1]。

- 冠嶺神社鳥居
- 冠嶺神社参道
- 冠嶺神社拝殿
- 冠嶺神社本殿
- 境内の石祠

## 冠嶺神社（南相馬市原町区信田沢）

### 祭神
- 少彦名命を祀る。

### 由緒
創建不詳であるが、時代の流れとともに衰微し、小さな祠しか残されていなかったという。さらに、往古に起きた野火のために社殿は焼失し、その後、祠を建てて祀った。宝永から正徳（1704年-1715年）の頃、祠官であった大田九太夫の家が絶えたため、羽黒派修験である山覚院が代わりに祭祀を行った。天明年間から住民が減り、文化年間には村里も社殿も悉く荒れ果てたという。当地の農夫が御神体を民家の小祠へと遷座し、これを隠し、長年に渡り本山派修験の大学院が祀ったという。時が経ち、この農家も絶えてしまったため、冠嶺神が村の小祠に祀られたということも忘れ去られてしまっていた。
他の村から佐藤氏という者がやってきて、冠嶺神を祀っていた農家の屋敷へ住み始めた。佐藤氏は農業を営みながら、坂嶺の山にある小祠を修理して祀っていた。文化12（1815年）乙亥年、相馬藩主である相馬益胤は、祠官社家と渡部美綱という者に行方郡内の式内社八座を調査し特定するよう命じた。その結果、多珂神社・鹿島御子神社・御刀神社・押雄神社・高座神社・日祭神社は特定したが、冠嶺神社と益多嶺神社はどの神社のことなのか不明だったため特定することができなかった。
文政2（1819年）己卯年、再び調査命令が下される。郡官は「村に冠嶺の神を祀る小祠がある」という話を聞き調査を行うが、不審に思った村人は冠嶺神社の鎮座を否定したため、ますます冠嶺神社は歴史から忘れられてしまった。
安政年間になり、二宮尊徳や二宮家が相馬へもたらした農業復興策である「興国安民法」のおかげで、相馬藩の財政再建や荒廃した農村の復興が進んだ。万延元年（1860年）庚申年の春、冠嶺神社の宮祠復興が命じられ、会津の名工である匠人の上杉主殿頭が社殿造営を行った。
冠嶺神社には原町区信田沢と鹿島区上栃窪の二社の他に、鹿島区北海老に鎮座する鶏足（けいそく）神社も冠嶺神社であると称していたが、原町区信田沢の冠嶺神社のみが往古から「冠嶺神社」と称し、神体も千年以上の歴史があるものとされたため、当社が冠嶺神社の本社であるとされた。
- 村社・鶏足神社拝殿（南相馬市鹿島区北海老）

### 境内
- 社殿は常磐自動車道南相馬インターチェンジ西側の丘陵地に鎮座している。
- 参道入口には第一鳥居があり「冠嶺社」の扁額が掛けられている。そこから整備された石段を200メートルほど登ると冠嶺神社第二鳥居がある。

- 冠嶺神社鎮座地遠景
- 冠嶺神社第一鳥居
- 冠嶺神社参道入口
- 参道
- 冠嶺神社第二鳥居
- 参道

- 社殿（拝殿・幣殿・本殿）
- 冠嶺神社拝殿
- 拝殿正面部
- 拝殿の彫刻
虹梁や蟇股の龍・鳳凰・草木、木鼻の獅子などの彫刻がされている
- 流造の冠嶺神社本殿